# Radim Nečas (1988)
Radim Nečas (* 12. ledna 1988 v Praze) je český fotbalový útočník a bývalý mládežnický reprezentant, syn bývalého reprezentanta Radima Nečase staršího.
Momentálně působící v týmu FK Dukla Praha. Je odchovancem slávistického fotbalu a do prvoligového kádru se poprvé dostal v létě 2006. V zimě 2007 přestoupil do Mladé Boleslavi, kde podepsal čtyřletou smlouvu. V létě 2010 přestoupil do pražské Dukly FK Dukla Praha.